# Смирнов, Кронид Анемподистович
Кронид Анемподистович Смирнов (1871, Ярославль — не ранее 1930, СССР) — русский педагог, председатель Совета Ярославского педагогического института (ныне — ЯГПУ им. К. Д. Ушинского).

## Биография
Родился в 1871 году в Ярославле в семье дьякона Николо-Рубленской церкви Анемподиста Семёновича Смирнова (1843 — ?). В 1860 году Анемподист Смирнов окончил Пошехонское духовное училище и переведён в 3-е низшее отделение Ярославской духовной семинарии, но в сентябре 1862 года уволен из семинарии «по малоуспешности». В течение года был послушником Ростовского Георгиевского Белогостицкого монастыря, а 15 декабря 1863 года епископом Игнатием (Брянчаниновым) при служении в Николо-Бабаевском монастыре был хиротонисан во диакона к Николо-Рубленской церкви города Ярославля. 17 декабря 1873 года диакон Анемподист Смирнов был перемещён к Благовещенской церкви Ярославля «согласно желанию прихожан».
Кронид Смирнов окончил Ярославскую духовную семинарию и в 1895 году Московскую духовную академию со степенью кандидата богословия по предметам словесной группы. С 1896 года вёл педагогическую работу в Симбирске, а с 1903 года переехал в Ярославль.

### Работа в Ярославле
Здесь в духовной семинарии он преподавал русский язык и литературу, приобрёл известность как талантливый преподаватель по этим предметам с широкими научными и педагогическими познаниями, автор интересных публикаций в периодической печати. В 1909 году в местной газете «Голос» была опубликована его статья о К. Д. Ушинском — «Солнце русской педагогики». В 1914 году К. А. Смирнов перешёл на работу в Ярославский педагогический институт.
Правлению ВУЗа под руководством К. А. Смирнова пришлось на практике осуществлять намеченные планы по преобразованию учительского института в педагогический. был установлении четырёхгодичный срок отделения и создано три отделения: словесно-историческое, естественно-географическое и физико-математическое.
При К. А. Смирнове в Ярославском педагогическом институте действовало широкое студенческое самоуправление (см. ЯГПУ). Совет института под руководством К. А. Смирнова сделал немало для нормализации работы молодого ВУЗа (см. ЯГПУ в разделе «История»).
В 1919 году Кронид Смирнов стал одним из активных деятелей Союза работников просвещения (Рабпроса), куда педагогический институт вступил по решению Совета 26 мая того же года. Он был автором брошюры и очерка об истории Ярославского отделения Союза.
В Ярославском институте народного образования, открытом 1 ноября 1919 года К. А. Смирнов возглавил 5-е отделение, которое готовило работников внешкольного образования. Но для полноценной работы этого отделения не хватало лекторов-специалистов. В связи с этим и по ряду иных причин внешкольное отделение было закрыто.
К. А. Смирнов остался на должности профессора по кафедре педагогики и новой русской литературы. Он читал сразу несколько лекционных курсов: историю педагогических учений, педагогику, историю и методологию литературы, античную литературу, методику преподавания русской литературы и вёл семинарий по русской литературе.
Кронид Анемподистович был редактором издававшегося в Институте народного образования «Вестника», написав для него статью о развитии в детях навыков произвольного и научного мышления и несколько рецензий. Он часто выступал с публичными лекциями и докладами как сотрудник Общества содействия народному образованию в Ярославской губернии.
После закрытия Ярославского университета К. А. Смирнов остался на преподавательской деятельности в педагогическом институте, вёл активную научную работу по педагогической психологии и литературоведению.
Кронид Анемподистович стал одной из жертв систематических кампаний «чисток» преподавателей. 1 февраля 1930 года на основании выводов Комиссии по обследованию пединститута, он был отчислен от должности доцента по курсу «История русской литературы XIX и XX веков» за «антимарксистское ведение курса», а вскоре по собственному желанию покинул Секцию научных работников.